# Münchhausen (film)
Münchhausen – film komediowy, przygodowy fantasy z 1943 w reżyserii Josefa von Báky’ego na podstawie powieści Przygody barona Münchhausena Rudolfa Ericha Raspego. Pomimo tego, że film powstał w czasach narodowego socjalizmu i na zamówienie Josepha Goebbelsa, twórca oparł się wpływowi polityki na fabułę.

## Fabuła
Akcja filmu rozgrywa się w XVIII wieku. Niemiecki szlachcic dokonuje wielu niezwykłych czynów, takich jak lot na kuli armatniej, taniec z Wenus, trafia do brzucha potwora morskiego, leci na księżyc, gdzie konstatuje, że jego zegarek działa, natomiast czas się zatrzymał.

## Okoliczności powstania
Ministerstwo Propagandy i Oświecenia Publicznego zamówiło film z okazji 25-lecia wytwórni UFA, był to trzeci film zrealizowany w technice Agfacolor, w zamierzeniu miał on stanowić konkurencję dla amerykańskiego Czarnoksiężnika z Oz. Film został wyemitowany w marcu 1943, w miesiąc po kapitulacji niemieckiej 6 Armii pod Stalingradem. Dla społeczeństwa niemieckiego stanowił odskocznię od przedłużającej się wojennej rzeczywistości, co spowodowało, że wpływy za bilety szybko przekroczyły duży budżet produkcji.

## Obsada
- Hans Albers jako Baron Münchhausen
- Wilhelm Bendow jako Der Mondmann
- Brigitte Horney jako caryca Katarzyna II
- Ilse Werner jako Isabella d’Este
- Michael Bohnen jako Herzog Karl von Braunschweig
- Ferdinand Marian jako Graf Cagliostro
- Hans Brausewetter jako Freiherr von Hartenfeld
- Hermann Speelmans jako Christian Kuchenreutter
- Marina von Ditmar jako Sophie von Riedesel
- Andrews Engelmann jako książę Grigorij Potiomkin
- Käthe Haack jako Baronowa Münchhausen
- Waldemar Leitgeb jako książę Grigorij Orłow
- Walter Lieck jako Biegacz
- Hubert von Meyerinck jako Prinz Anton Ulrich
- Jaspar von Oertzen jako Graf Lanskoi
- Werner Scharf jako Prinz Francesco d’Este
- Armin Schweizer jako Johann
- Leo Slezak jako Sultan Abd ul Hamid